# フントの最大多重度の規則
フントの最大多重度の規則（フントのさいだいたじゅうどのきそく、英: Hund's rule of maximum multiplicity）は、原子スペクトルの観測に基づく規則であり、1つ以上の開いた電子核を持つ原子または分子の基底状態を予測するために用いられる。この規則は、任意の電子配置について、最低エネルギー項は最大のスピン多重度を持つものである、と述べる。これは、等しいエネルギーの2つ以上のオービタルが利用できるならば、電子は対になってそれらを占有する前に単独で占有する、という結論をもたらす。1925年にフリードリヒ・フントによって発見されたこの規則は原子化学、分光学、および量子化学において重要であり、フントのその他2つの規則を無視して、フントの規則ともしばしば略される。

## 原子
状態の多重度は2S + 1（Sは全電子スピン）として定義される。高多重度の状態はしたがって高スピン状態と同じである。最大多重度を持つ最低エネルギー状態は通常全て平行スピンを持つ不対電子を有する。個々の電子のスピンは1/2であるため、全スピンは不対電子の数の2分の1であり、多重度は不対電子の数 + 1である。例えば、窒素原子の基底状態は、全スピンが3/2で多重度が4となるように、3つの平行スピンの不対電子を持つ。
原子のより低いエネルギーと向上した安定性は、高スピン状態が平行スピンの不対電子を持つために生じる。平行スピンの不対電子はパウリの排他原理にしたがって異なる空間オービタルに属さなければならない。高多重度状態のより低いエネルギーの初期の、しかし間違った説明は、異なる占有空間オービタルがより大きな電子間の平均距離を作り、これが電子-電子反発エネルギーを低下させる、というものであった。しかしながら、1970年代以降の正確な波動関数を使った量子力学計算は、安定性の上昇の実際の物理的理由は電子-核引力の遮蔽の低下であることを明らかにしている。不対電子は核により近付くことができ、電子-核引力が上昇する。
フントの規則の結果として、構造原理を使って基底状態において原子オービタルが占有されるやり方に制約が加えられる。亜殻中のオービタルが2つの電子に占有される前に、同じ亜殻中の他のオービタルがそれぞれまず1つの電子を含まなければならない。また、逆向きスピンの電子が亜殻に入り始める前は、亜殻を埋めている電子は平行スピンを持つ。その結果、原子オービタルを埋める時は、最大数の不対電子（ゆえに最大全スピン状態）が保証される。

基底状態の酸素原子（両側）と二酸素分子（中央）の原子価オービタル。原子と分子のどちらにおいても、単独で占有されたオービタル中の電子は平行スピンを持つ。

例えば、酸素原子において、2p4亜殻はその電子を [↑↓] [↑] [↓] または  [↑↓] [↑↓] [ ] ではなく  [↑↓] [↑] [↑] と配置する。マンガン（Mn）原子は全て平行スピンの5つの不対電子を持つ3d5電子配置を有する（6S基底状態に対応）。上付き文字6は多重度の値である。
原子はエネルギー的に近い2つの不完全に占有された亜殻を持つ基底状態を持つことができる。最も軽い例は3d54s電子配置を持つクロム（Cr）原子である。ここでは、全て平行スピンの6個の不対電子が存在する（7S基底状態）。

## 分子
最も安定な分子は閉じた電子殻を持つものの、いくつかの分子はフントの原子を適用できる不対電子を有する。最も重要な例は二酸素分子O2であり、2個の電子のみによって占有された2つの縮退したπ反結合性分子オービタル（π*）を有する。フントの規則に従って、基底状態は単独で占有されたオービタル中の2個の不対電子を持つ三重項酸素である。1つの二重に占有されたπ*オービタルと1つの空のπ*オービタルを持つ一重項酸素状態は、基底状態と異なる化学的性質とより大きな反応性を持つ励起状態である。

## 起源
同じエネルギーのオービタルが複数ある場合、2個の電子は同じオービタルに入るよりも互いに異なるオービタルに入ったほうが、それらの電子同士が接近して存在する確率が低くなり、クーロン力によるポテンシャルエネルギーが小さくなる。互いに異なるオービタルに入っている電子のスピンが反平行であるときよりも平行であるときの方が安定になることについては、フェルミ孔を考えることにより定性的には説明できる。このような解釈は理解しやすく、また納得のいくものであり長期間信じられていた。しかしその後計算科学の発展に伴い、このような素朴な見方には問題があることが明らかとなってきている。
1964年にDavidsonによって行われたHeの励起状態に関する計算は、実は三重項状態の方が電子間反発が強いことを示し、フントの規則の起源に関する議論が巻き起こることとなる。近年では、例えば本郷らによる量子モンテカルロ計算などで三重項状態のオービタルの方がより原子核に近い位置に収縮しており、これによる原子核-電子間引力によるエネルギーの低下がフントの規則の起源である事が示されている。佐甲らは、一重項状態において存在する共役フェルミ孔（一重項状態の電子のペアが同時に存在できない位置関係）の存在により電子がより広い範囲に分布せねばならず、この結果核から遠い場所へと押し出される効果と認識すべきで、三重項状態の収縮というよりも、一重項状態が膨張しそれによりエネルギーが高くなっているのだと指摘している。

## 注意すべき点
遷移金属錯体の中心金属イオンでは、スピンを反平行にして同じオービタルに電子が入っている配置の方がエネルギー的に安定になる場合がある。これは、配位子場によりオービタルの縮退が解けているためである。すなわち、配位子場によりオービタルのエネルギーが同じではなくなっているので、フントの規則を破っていることにはならない。
酸素分子O2やメチレンCH2などのように、分子やビラジカルについてもフントの規則が成り立つことが多い。
電子スピンが平行になるのは磁気モーメントどうしのエネルギーが小さくなるためである、という定性的な説明がなされることがあるが、これは間違いである。電子スピンが平行のときと反平行のときの磁気的エネルギーの差は、フントの規則を説明するには小さすぎる。

## 例外
2004年、研究者らは、フントの規則に反した初めての有機分子5-デヒドロ-m-キシレンの合成を報告した。